# Abd-al-Màlik al-Mudhàffar
|  | Per a altres significats, vegeu «Abd-al-Màlik al-Mudhàffar (València)». |

Al-Mudhàddar bi-L·lah Sayf-ad-Dawla Abu-Marwan Abd-al-Màlik ibn Muhàmmad ibn Abi-Àmir al-Maafirí (àrab: المظفر بالله سيف الدولة أبو مروان عبد الملك بن محمد بن أبي عامر المعافري, al-Muẓaffar bi-Llāh Sayf ad-Dawla Abu Marwān ʿAbd al-Malik b. Muḥammad b. Abī ʿĀmir al-MaʿĀfirī), més conegut simplement com a Abd-al-Màlik al-Mudhàffar o Abd-al-Màlik ibn Abi-Àmir (975-1008) fou hàjib (equivalent a primer ministre) del califat de Còrdova. Era fill d'Almansor (el seu segon fill) i d'ad-Dhalfa que era una umm wàlad.
Va participar en diverses campanyes al nord d'Hispània i al Marroc, del que fou una mena de virrei després del 998, amb residència a Fes, fins al 999 quan fou cridat altre cop a Còrdova.
A la mort (10 d'agost de 1002) d'Almansor a Medinaceli, tres dies després de la batalla de Calatañazor (8 d'agost de 1002) el va succeir com hàjib el seu fill Abd-al-Màlik al-Mudhàffar. Els regents de Lleó, el comte gallec Menendo Gonzàlez, la seva dona Major i Elvira de Castella i de Ribagorça, la mare del rei, van rebutjar pagar el tribut a Còrdova. El mateix va fer el comte de Barcelona i el comte de Castella. Aprofitant la feblesa musulmana, els catalans van atacar la frontera, enfrontant-se en la batalla d'Albesa però foren derrotats. Abd-al-Màlik va iniciar el 1003 la seva primera campanya a les zones de frontera (thughur), aquesta contra el comtat de Barcelona (bilad al-Ifrandj), i va devastar les regions occidentals, la serra del Montseny, les comarques d'Igualada i Manresa a l'Osona, en especial Castellolí prop d'Igualada que fou arrasada.
El 1004 va fer una expedició contra el comte de Castella, Sanç I Garcia, que era oncle del rei de Lleó, que va demanar una treva i va fer aliança amb el nou hàjib, en l'esperança d'obtenir la seva ajuda per substituir Menendo Gonzàlez com a regent de Lleó; després de signada l'aliança Sanx Gàrces va reclamar la regència.
El 1005 Abd-al-Màlik va fer una expedició contra el regne de Lleó; la comarca de Zamora fou assolada per forces dirigides pel general Wàdih. Amb els cordovesos anaven forces castellanes que reclamaven la regència del regne pel seu comte. Menendo Gonzàlez no hi va accedir i va portar el litigi davant el califa de Còrdova, però per raons desconegudes aquest va fallar en favor de Menendo, i no va autoritzar el tractat amb Castella. Llavors el comte va declarar la guerra al califat. Sanç Garcia va enviar soldats a recuperar Sepúlveda i altres fortaleses que havia hagut de cedir a la vora del riu Duero, va repoblar aquestes regions i va concedir furs a les viles.
El 1006 el hàjib va atacar el Comtat de Ribagorça destruint totes les seves esglésies entre elles, la catedral de Roda d'Isàvena. Els comtes catalans es van unir per fer front a l'hàjib i Ramon Borrell de Barcelona, Bernat Tallaferro de Besalú, Guifré II de Cerdanya i Ermengol I d'Urgell van enfrontar-se amb els exèrcits musulmans en la batalla de Torà. Els musulmans van ser derrotats, patint 5.000 baixes, entre ells un dels seus principals homes. Castella, Lleó i el regne de Navarra van formar una aliança contra Còrdova. A aquesta ciutat el visir Issa ibn Saïd al-Yahsubí va preparar un complot per deposar l'hàjib, que fou descobert. Issa fou executat el 4 de desembre del 1006.
El 1007 va fer una expedició contra Castella i va devastar la fortalesa de Clunia. Aquesta victòria fou la que li va valer l'obtenció del califa del làqab (títol honorífic) d'al-Mudhàffar ("el Triomfador").
El 1008 preparava una expedició contra Castella, quan va morir d'una malaltia de pit a la vora del Guadimellato prop de Cordova (20 d'octubre del 1008). Els rumors deien que havia estat enverinat pel seu germanastre Abd-ar-Rahman ibn Sanxul que el va succeir com a hàjib i va obligar el califa Hixam a atorgar-li el nomenament.
Durant el seu govern va conservar el poder fort i va afavorir els funcionaris esclavons (saqàliba) contra l'aristocràcia àrab.